# UWFスーパーウェルター級王座
UWFスーパーウェルター級王座は、ユニバーサル・プロレスリングが管理、認定していた王座。

## 歴史
1992年、UWFスーパーウェルター級王座を創設。6月15日、ユニバーサル・プロレスリングスポーツ健康都市記念体育館大会で行われた初代王座決定トーナメントに優勝したエル・パンテーラが初代王者になった。
1993年6月、管理団体が、みちのくプロレスに移って王座名をスーパーウェルター級王座に変更。
1999年3月、管理団体が大阪プロレスに移った。11月28日、大阪プロレス王座の創設により封印。

## 歴代王者

### UWFスーパーウェルター級王座
| 歴代  | 選手               | 戴冠回数 | 防衛回数 | 獲得日付       | 獲得場所 （対戦相手・その他）                                |
| ----- | ------------------ | -------- | -------- | -------------- | ------------------------------------------------------------ |
| 初代  | エル・パンテーラ   | 1        | 1        | 1992年6月15日  | スポーツ健康都市記念体育館 スペル・デルフィン 1992年10月返上 |
| 第2代 | スペル・デルフィン | 1        | 11       | 1992年11月20日 | 大阪府立体育会館第2競技場 コロソ                             |

### スーパーウェルター級王座
| 歴代   | 選手                         | 戴冠回数 | 防衛回数 | 獲得日付       | 獲得場所 （対戦相手・その他）                  |
| ------ | ---------------------------- | -------- | -------- | -------------- | ---------------------------------------------- |
| 第2代  | スペル・デルフィン           | 1        | 4        | 1992年11月20日 | 大阪府立体育会館第2競技場 コロソ               |
| 第3代  | SATO                         | 1        | 1        | 1995年3月3日   | 大阪府立臨海スポーツセンター 1995年5月12日返上 |
| 第4代  | スペル・デルフィン           | 2        | 3        | 1995年5月14日  | 郡山セントラルホール トリトン                  |
| 第5代  | エル・パンテーラ             | 2        | 不明     | 1995年10月21日 | 一関文化センター体育館                         |
| 第6代  | カルロフ・ラガルデ・ジュニア | 1        | 不明     | 1996年2月7日   | メキシコ                                       |
| 第7代  | エル・パンテーラ             | 3        | 不明     | 1996年3月5日   | メキシコ                                       |
| 第8代  | スペル・デルフィン           | 3        | 0        | 1996年8月18日  | 青森県民体育館                                 |
| 第9代  | MEN'Sテイオー                | 1        | 7        | 1997年5月5日   | 中山町総合体育館                               |
| 第10代 | スペル・デルフィン           | 4        | 不明     | 1998年1月16日  | 札幌中島スポーツセンター                       |
| 第11代 | ブラックバファロー           | 1        | 0        | 1999年11月21日 | 大阪                                           |
| 第12代 | スペル・デルフィン           | 5        | 0        | 1999年11月28日 | 大阪 1999年11月28日封印                        |